# Rhacophorus pingbianensis
Rhacophorus pingbianensis är en groddjursart som först beskrevs av Kou, Hu och Gao 200.  Rhacophorus pingbianensis ingår i släktet Rhacophorus och familjen trädgrodor. Inga underarter finns listade i Catalogue of Life.